# Phytodietus elegans
Phytodietus elegans är en stekelart som först beskrevs av Otto Schmiedeknecht 1907.  Phytodietus elegans ingår i släktet Phytodietus och familjen brokparasitsteklar. Inga underarter finns listade i Catalogue of Life.